# Comuna Korciîk, Șepetivka
Korciîk (în ucraineană Корчик) este o comună în raionul Șepetivka, regiunea Hmelnîțkîi, Ucraina, formată din satele Hutir, Korciîk (reședința) și Romaniv.

## Demografie
Componența lingvistică a comunei Korciîk
     Ucraineană (98,39%)
     Rusă (1,36%)
     Alte limbi (0,05%)
Conform recensământului din 2001, majoritatea populației comunei Korciîk era vorbitoare de ucraineană (98,39%), existând în minoritate și vorbitori de rusă (1,36%).